# شهر أشوب (إقليد)
شهر أشوب (بالفارسية: شهرآشوب) هي قرية تقع في بخش حسن آباد في إيران. يقدر عدد سكانها بـ 614 نسمة بحسب إحصاء 2016.